# Cento un secolo di radio
Cento un secolo di radio è un programma radiofonico italiano del 2023, in onda sulle frequenze di Rai Radio1 e condotto da Umberto Broccoli.

## Presentazione
In occasione dei cento anni della storia della radio in Italia (l'anno che si concluderà il 6 ottobre 1924), la Rai ha organizzato una trasmissione radiofonica speciale condotta da Umberto Broccoli e arricchita dalle testimonianze audio tratte dalle Teche Rai in cui si raccontano eventi ed aneddoti della radiofonia dalle origini fino ai tempi moderni.

## Puntate[2]

### 2023
| Data         | Titolo                                                                                              | Note |
| ------------ | --------------------------------------------------------------------------------------------------- | --- |
| 25 settembre | La storia della radio comincia al femminile: Maria Luisa Boncompagni e Ines Viviani Donarelli       | Citato il programma Bandiera Gialla di Gianni Boncompagni e Renzo Arbore |
| 26 settembre | 6 gennaio 1929: Filippo Tommaso Marinetti declama in radio la sua Battaglia di Adrianopoli          | Citato il programma Alto Gradimento di Gianni Boncompagni e Renzo Arbore e la poesia Per la piccola radio di Bertold Brecht                                                        |
| 27 settembre | 20 maggio 1953: Frank Sinatra partecipa a Radio Club trasmessa a Roma da Via Asiago                 | |
| 28 settembre | 18 ottobre 1934: inizia il programma I Quattro moschettieri                                         | Citato il programma Il microfono è vostro per la regia di Riccardo Mantoni |
| 29 settembre | Radio e Europa: il 25 marzo 1957 vengono firmati i cosiddetti Trattati di Roma                      | Citato il programma Buonanotte Europa |
| 2 ottobre    | Radio e Pubblicità: il 21 febbraio 1937 sono trasmesse le Scenette radiofoniche                     | |
| 3 ottobre    | Torniamo alle origini: Guglielmo Marconi, la Voce della radio                                       | Citato l'Uccellino della radio |
| 4 ottobre    | Radio e Operetta. Il 10 maggio 1928 la radio trasmette Il paese dei campanelli                      | |
| 5 ottobre    | Febbraio 1932: Silvio Gigli intervista Guglielmo Marconi nella sede Rai di via Asiago 10            | |
| 6 ottobre    | 10 gennaio 1960: il debutto ufficiale di Tutto il calcio minuto per minuto                          | |
| 9 ottobre    | 9 ottobre 1963: il disastro del Vajont                                                              | Citato Lo schiacciavoci di Antonio Amurri, presenta Alighiero Noschese, con la regia di Osvaldo Guido Pagani                                                                       |
| 10 ottobre   | 6 giugno 1944: lo sbarco in Normandia                                                               | |
| 11 ottobre   | Radio e Fede: 24 marzo 1940, l'Indulgenza plenaria 'ope radiophonica'                               | |
| 12 ottobre   | 5 ottobre 1959: debutta Radio Olimpia                                                               | |
| 13 ottobre   | 6 gennaio 1967: parte il programma musicale Hit Parade (programma radiofonico)                      | |
| 16 ottobre   | 16 ottobre 1978: Giovanni Paolo II viene eletto Papa                                                | Citata Giringiro, di Garinei e Giovannini ed è condotta da Silvio Gigli che ne è anche il regista.                                                                                 |
| 17 ottobre   | 21 luglio 1933: Italo Balbo lancia un messaggio agli italiani d'America nella 2ª crociera atlantica | Citato il programma Supersonic |
| 18 ottobre   | 30 dicembre 1951: Ballate con noi!                                                                  | Rete Azzurra e Rete Rossa sono sostituite da Programma Nazionale e Secondo Programma, e si festeggia l'arrivo del Terzo Programma                                                  |
| 19 ottobre   | Anni '30: la Rivista teatrale entra in Radio                                                        | |
| 20 ottobre   | 3 dicembre 1948: debutta la La Bisarcadi Garinei e Giovannini                                       | Citato il programma Gran varietà |
| 23 ottobre   | 18 ottobre 1934: I Quattro moschettieri                                                             | |
| 24 ottobre   | 8 luglio 1967: debutta il varietà musicale Batto quattro                                            | |
| 25 ottobre   | 30 dicembre 1951: è la prima puntata di Ciak (programma radiofonico)                                | |
| 26 ottobre   | 7 gennaio 1969: inizia Chiamate Roma 3131                                                           | Citato Il gambero con Enzo Tortora |
| 27 ottobre   | La Radio e la grande Opera lirica                                                                   | Citata trasmissione Nati per la musica |
| 30 ottobre   | La Radio e la Prosa                                                                                 | Citato Venerdì 13 del 1927 |
| 31 ottobre   | Omaggio a Vittorio Gassman, il mattatore                                                            | |
| 1 novembre   | 25 luglio 1943: Titta Arista annuncia la caduta del regime fascista                                 | |
| 2 novembre   | 3 luglio 1966: debutta Per voi Giovani                                                              | |
| 3 novembre   | 4 novembre 1966: l'alluvione di Firenze                                                             | |
| 6 novembre   | La Radio e il c.d. Jazz bianco                                                                      | Citato Bollettino Meteo e Presagi del tempo |
| 7 novembre   | 1 novembre 1939: nasce 5000 lire per un sorriso, il concorso precursore di Miss Italia              | |
| 8 novembre   | 9 maggio 1945: Corrado annuncia la fine della guerra                                                | Citato la La Guerra dei Mondi di Wells |
| 9 novembre   | La Radio e la Musica classica                                                                       | Citato Radio Orario |
| 10 novembre  | 6 maggio 1937: la tragedia del dirigibile Hindenburg                                                | Citato L'angolo del jazz |
| 13 novembre  | Omaggio a Corrado, padre dei varietà radiotelevisivi italiani                                       | Citata Rosso e Nero, condotta da Corrado |
| 14 novembre  | 14 novembre 1951: l'alluvione del Polesine                                                          | Citata Buon pomeriggio, con la regia di Luciano Simoncini |
| 15 novembre  | 1 luglio 1974: iniziano le Interviste impossibili                                                   | Citato su Radio Firenze Botta e risposta |
| 16 novembre  | I messaggi speciali di Radio Londra                                                                 | |
| 17 novembre  | 3 novembre 1980: i Promessi Sposi alla radio                                                        | Citata Tutta la coppa minuto per minuto, radiocronisti Enrico Ameri, Roberto Bortoluzzi, Sandro Ciotti, Mario Gismondi, Guglielmo Moretti, Alfredo Provenzali e Massimo Valentini. |
| 20 novembre  | 14 novembre 1951: torniamo sull'alluvione del Polesine                                              | Citato Più di così, condotto da Sandra Mondaini e Raimondo Vianello |
| 21 novembre  | Gli albori radiofonici di Mike Bongiorno e Pippo Baudo                                              | |
| 22 novembre  | 2 novembre 1975: il delitto Pasolini                                                                | Citato Dolcemente mostruoso di Villaggio e Costanzo |
| 23 novembre  | 12 luglio 1972: debutta I Malalingua                                                                | |
| 24 novembre  | 27 novembre 1963: il discorso "Let Us Continue" del presidente Lyndon B. Johnson                    | Citato 'Nati per la musica' |
| 27 novembre  | 28 settembre 2003: il black out in Italia                                                           | Citata 'Incontri', condotta nel 1974 da Dina Luce. Inoltre Osvaldo Bevilacqua. Fu alla guida della trasmissione 'La Diligenza', costola del programma 'Stanotte Stamane'           |
| 28 novembre  | 16 marzo 1978: il rapimento di Aldo Moro                                                            | |
| 29 novembre  | 29 maggio 1985: la strage dell'Heysel                                                               | Citata 'Un altro giorno' |
| 30 novembre  | 4 giugno 1944: le truppe americane liberano Roma                                                    | |
| 1 dicembre   | 2 dicembre 2023: nasce Maria Callas                                                                 | Citato 'Il Baraccone' |
| 4 dicembre   | Omaggio ad Alighiero Noschese, re e pioniere degli imitatori                                        | Citati 'Rodeo' (1955), da 'Gran Gala' (1958-1962) alla 'Trottola' (1963-1965), da 'Batto Quattro'                                                                                  |
| 5 dicembre   | 19 agosto 1954: muore Alcide De Gasperi                                                             | Citato 'Black out' |
| 6 dicembre   | La Radio e la programmazione notturna                                                               | Citato 'Notturno dall'Italia' e 'I Misteri della Notte' |
| 7 dicembre   | La Radio e le grandi orchestre: l'Orchestra del Maestro Pippo Barzizza                              | Citato 'Viaggio in Italia' di Guido Piovene |
| 8 dicembre   | La Radio e le grandi orchestre: l'Orchestra del Maestro Cinico Angelini                             | |
| 11 dicembre  | 25 dicembre 1964: la puntata natalizia de La Trottola                                               | Citato 'Un giro di Walter', mini-show con Walter Chiari |
| 12 dicembre  | 12 dicembre 1969: la strage di Piazza Fontana                                                       | Citato 'Il Circo delle voci', programma di Marcello Ciorciolini e Leo Benvenuti |
| 13 dicembre  | La Radio e l'Europa                                                                                 | Citato 'Mezzo mondo in casa vostra' è una trasmissione speciale di fine d'anno e 'Buon Anno Europa'                                                                                |
| 14 dicembre  | 15 gennaio 1961: il Quartetto Cetra al 'Vecchio e nuovo'                                            | |
| 15 dicembre  | Alberto Sordi e la Radio                                                                            | Citati 'Oplà', 'Il Rosso e il Nero', 'Vi parla Alberto Sordi', 'Noi Mattatori', 'Io, Alberto Sordi'                                                                                |

### 2024
| Data        | Titolo                                                                                             | Note |
| ----------- | -------------------------------------------------------------------------------------------------- | --- |
| 8 gennaio   | 24 febbraio 1951: debutta Sorella Radio                                                            | Citata 'Radio Igea' e 'Il Baraccone' |
| 9 gennaio   | Omaggio a Domenico Modugno, Mr. Volare                                                             | Citata 'Amuri Amuri' e 'Il mio spettacolo' |
| 10 gennaio  | 4 gennaio 1964: il primo viaggio di un Papa in Terrasanta                                          | Citata 'La Bisarca' |
| 11 gennaio  | 13 gennaio 1884: nasce Ettore Petrolini, il padre di 'Gastone'                                     | |
| 12 gennaio  | 7 luglio 1970: inizia Alto Gradimento                                                              | |
| 15 gennaio  | 15 gennaio 1929: nasce Martin Luther King                                                          | |
| 16 gennaio  | 16 gennaio 1957: muore il grande direttore d'orchestra Arturo Toscanini                            | |
| 17 gennaio  | 17 gennaio 1942: nasce il pugile statunitense Muhammad Alì                                         | Citata 'Monica o come tu mi vuoi' del 1968 |
| 18 gennaio  | 18 gennaio 1924: 100 anni fa nasceva Sandro Bolchi                                                 | Citati Bis (1955), l'ottavo Festival di Sanremo e Buona domenica a tutti |
| 19 gennaio  | Omaggio al regista Federico Fellini                                                                | Citato 'Ponte Radio' |
| 22 gennaio  | 22 gennaio 1944: lo sbarco di Anzio                                                                | Citati 'Controvoce. Gli speciali del GR1' e 'Speciale Gr. Fatti e uomini di cui si parla' |
| 23 gennaio  | Omaggio a Luciano Rispoli, uno dei padri fondatori della radio e della televisione                 | Citato Chiamate Roma 3131 |
| 24 gennaio  | 21 gennaio 1954: il varo del sottomarino nucleare Nautilus                                         | Citato Voci dal mondo, Settimanale di attualità internazionale del Giornale Radio RAI |
| 25 gennaio  | 23 settembre 1943: su Radio Bari ha inizio Italia combatte                                         | |
| 26 gennaio  | 26 gennaio 1913: nasce Mario Riva                                                                  | |
| 29 gennaio  | 29 gennaio 1951: inizia la prima edizione del Festival di Sanremo                                  | |
| 30 gennaio  | 30 gennaio 1969: l'ultimo concerto dei Beatles a Londra                                            | Citato 'Serio ma non troppo' |
| 31 gennaio  | 31 gennaio 1968: l'offensiva del Têt                                                               | Citato Indianapolis, una gara a premi di Paolini e Silvestri, con la regia di Gianni Casalino |
| 1 febbraio  | Omaggio a Milva, la Pantera di Goro                                                                | |
| 2 febbraio  | 3 febbraio 1960: muore Fred Buscaglione                                                            | Citata La Barcaccia (programma radiofonico) |
| 5 febbraio  | 3 febbraio 1957: in Tv nasce Carosello                                                             | |
| 6 febbraio  | 6 febbraio 1952: Elisabetta II diventa Regina di Inghilterra                                       | Citati 'Teatro stasera', condotto da Gino Landolfi, 'Jazz concerto', presentato da Adriano Mazzoletti e da 'Il suono e la mente', ritratti radiofonici di Dina Luce |
| 7 febbraio  | 7 febbraio 1987: muore Claudio Villa, il 'Reuccio' della canzone italiana                          | Citata 'Via Asiago Tenda' |
| 8 febbraio  | 28 gennaio 1978: Rino Gaetano si classifica terzo al Festival di Sanremo                           | Citati 'Anteprima disco' (condotto nel 1978 da Claudio Sottili, su Radiodue), 'Gran Varietà' (1976) e 'Quadernetto romano' (condotto da Enzo Siciliano nel 1978) |
| 9 febbraio  | 9 febbraio 1941: nasce Little Tony                                                                 | Citato 'Il giorno del successo' |
| 12 febbraio | 12 febbraio 1980: l'assassinio del Professor Vittorio Bachelet                                     | Citata 'È arrivata la felicità |
| 13 febbraio | La Giornata mondiale della Radio                                                                   | |
| 14 febbraio | 22 agosto 1952: L'agenzia del cuore                                                                | Citata 'La Corrida. Dilettanti allo sbaraglio' |
| 15 febbraio | 15 febbraio 1944: il bombardamento dell'Abbazia di Montecassino                                    | Citate 'Special' e 'Il quadrato senza un lato' |
| 16 febbraio | La Radio e il racconto delle storie                                                                | Citata 'Il sussurrastorie', 'La trottola' (1964) a 'Passaporto per Eva' (1964), 'Ciak' |
| 19 febbraio | 19 febbraio 2016: muore Umberto Eco                                                                | Citato 'Topolino nel castello incantato' e 'Le avventure di Topolino' |
| 20 febbraio | 20 febbraio 1958: viene approvata la legge Merlin. È la fine delle cosiddette case di tolleranza   | Citato 'Ma guarda che tipo' |
| 21 febbraio | 21 febbraio 1972: la visita di Richard Nixon in Cina                                               | Citata 'Stasera musical', una trasmissione di Alvise Sapori |
| 22 febbraio | Omaggio al calciatore 'Rombo di Tuono'                                                             | Citato 'Oggi e domani' e 'Voci dal mondo' |
| 23 febbraio | 10 aprile 1958: Nino Taranto partecipa a 'Mostra personale'                                        | Citati 'Rosso e nero', 1951; 'Chicchirichì', 1953; 'L'occhio magico', 1954; 'Fermo posta', 1956) e condusse 'Il fiore all'occhiello' (1958), 'Mostra personale', e 'Il mio spettacolo' e 'special'                                                                                   |
| 26 febbraio | 25 febbraio 1873: nasce Enrico Caruso                                                              | Citato 'Passe Partout' (1967) e |
| 27 febbraio | 27 febbraio 1958: la rapina di via Osoppo                                                          | |
| 28 febbraio | 26 ottobre 1954: riunificazione di Trieste all'Italia                                              | Citata 'Special' (1973) |
| 29 febbraio | Sandra Milo, il tributo a una diva libera                                                          | Citate 'Voi ed io '79' (Radiouno, 6 giugno 1979), per poi passare ai programmi 'Stasera Musical' con Alvise Sapori (Nazionale, 21 luglio 1974), 'Ciak' con Lello Bersani (Secondo Programma, 17 maggio 1958), 'Gran varietà' con Johnny Dorelli (Secondo Programma, 30 giugno 1968), |
| 1 marzo     | "Cento, un secolo di radio" fa 100                                                                 | Citata 'Risate senza filo', Toh? Chi si risente', 'L'operetta in trenta minuti' |
| 4 marzo     | Ricordo di Sandro Curzi e Nanni Loy                                                                | |
| 5 marzo     | 5 marzo 1953: muore Stalin                                                                         | |
| 6 marzo     | 26 giugno 1965: Il Cantagiro fa tappa a Pescara                                                    | |
| 7 marzo     | 7 marzo 1908: nasce Anna Magnani                                                                   | Citata 'Black Out' |
| 8 marzo     | Omaggio a Walter Chiari a 100 anni dalla nascita                                                   | Citato 'Il Giranastri' |
| 11 marzo    | 11 marzo 1924: nasce Franco Basaglia                                                               | Citati 'Il momento della verità' e 'Voi ed io '78' e 'Radio Anch'io '86' |
| 12 marzo    | 12 marzo 1992: Salvo Lima viene ucciso dalla mafia                                                 | Citato 'Il mestiere dell'attore' a cura di Fernaldo Di Giammatteo e Sandro D'Amico |
| 13 marzo    | 13 marzo 1926: nasce Fulvia Colombo, da voce radiofonica a primo volto Tv                          | Citato 'Formula uno' |
| 14 marzo    | 14 marzo 1972: muore l'editore Giangiacomo Feltrinelli                                             | Citato 'Viaggio intorno al cervello', rivista introspettiva di Marcello Marchesi |
| 15 marzo    | 15 marzo 1907: nasce Nicolò Carosio                                                                | Citato 'Tutto il calcio minuto per minuto' |
| 18 marzo    | 16 luglio 1965: l'inaugurazione del Traforo del Monte Bianco                                       | Citata 'Tappeto volante' - colloqui con i divi viaggiatori di Nanà Melis, |
| 19 marzo    | 19 marzo 1958: la prima Assemblea parlamentare europea                                             | Citate 'Le domeniche di Bice e Gianrico' di Vittorio Metz, con Bice Valori e Gianrico Tedeschi, Programma Nazionale, e 'Il grano in erba', presentato da Sandra Milo e Gustavo Palazio,                                                                                              |
| 20 marzo    | 20 marzo 1994: assassinio di Ilaria Alpi e Miran Hrovatin                                          | Citato 'L'opera lirica al mattino' |
| 21 marzo    | L'Arte al femminile: Alda Merini e Giulietta Masina                                                | Citata 'Vedi alla voce', ideato e condotto da Mirella Fulvi |
| 22 marzo    | Omaggio a Nino Manfredi: il 'ciociaro' del cinema italiano oggi avrebbe compiuto 103 anni          | Citato 'Orione, Osservatorio quotidiano di informazione, cultura e musica' |
| 24 marzo    | 24 marzo 1944: l'eccidio delle Fosse Ardeatine                                                     | Citato 'Gran Gala' e 'Andata e ritorno, Programma di riascolto per distratti, indaffarati e lontani' |
| 26 marzo    | 26 marzo 1930: Guglielmo Marconi da Genova 'accende' il municipio di Sidney                        | Citato in occasione del centenario della nascita di Marconi (da 'Passato e presente, Alla ricerca di Guglielmo Marconi', Terzo Programma, 17 marzo 1974. 'Schermi e ribalte' |
| 27 marzo    | 28 marzo 1969: muore Dwight Eisenhower, 34º presidente degli Stati Uniti d'America                 | |
| 28 marzo    | 11 febbraio 1929: Santa Sede e Regno d'Italia siglano i Patti Lateranensi                          | |
| 29 marzo    | 29 marzo 1902: nasce il Direttore d'orchestra Mario Rossi                                          | |
| 2 aprile    | 2 aprile 2005: muore Papa Giovanni Paolo II                                                        | Citato 'Special' di Franco Nebbia |
| 3 aprile    | 3 aprile 1881: nasce Alcide De Gasperi                                                             | |
| 4 aprile    | 4 aprile 1968: Martin Luther King viene assassinato                                                | |
| 5 aprile    | 5 maggio 1936: 'l'Etiopia è italiana'                                                              | Citata 'La Giraffa', rubrica giornalistica ideata da Vittorio Veltroni |
| 8 aprile    | 8 aprile 1962: Sophia Loren vince il premio Oscar per "La ciociara"                                | Citato Schermi e ribalte. Rassegna degli spettacoli" a cura di Franco Calderoni e Ghigo De Chiara |
| 9 aprile    | 9 aprile 1948: nasce Patty Pravo                                                                   | Citato 'Il gonfalone' |
| 10 aprile   | 10 aprile 1920: nasce Nilde Iotti                                                                  | Citato 'Noi popolo' e 'Io Caterina' |
| 11 aprile   | 11 aprile 1953: sulla spiaggia di Torvaianica viene rinvenuto il corpo senza vita di Wilma Montesi | Citato 'Radio anch'io '86 - Viaggio tra i grandi della canzone', di Adriano Mazzoletti |
| 12 aprile   | Omaggio a Enzo Tortora, un uomo perbene                                                            | Citato 'La telefonata', a cura di Angelo Sabatini, |
| 15 aprile   | 15 aprile 1967: muore Totò                                                                         | Citato 'Il vostro amico Totò' |
| 16 aprile   | 16 aprile 2017: muore Gianni Boncompagni                                                           | Citati "Bandiera gialla" e "Alto gradimento". 'La telefonata' di Dino Cimagalli, Programma Nazionale, 'No, non è la BBC!', Radiodue, 1 gennaio 1978 e da 'Io, Alberto Sordi' |
| 17 aprile   | 12 febbraio 1931: Papa Pio XI inaugura la prima stazione della Radio Vaticana                      | |
| 18 aprile   | La voce della Rai da New York                                                                      | Citata Radio Londra, 'La radio: ieri e domani' e 'Le nuove frontiere, Itinerari turistici dell`emigrazione' |
| 19 aprile   | 19 aprile 1956: Ranieri III di Monaco sposa Grace Kelly                                            | |

## Puntata speciale
| Data           | Titolo                    | Note |
| -------------- | ------------------------- | --- |
| 19 aprile 2024 | Cento. Un secolo di radio | Puntata speciale condotta da Umberto Broccoli e Francesca Parisella su rai Radio 1, dalla Sala A di via Asiago per riproporre le voci che hanno caratterizzato e reso "unica" la storia della radio. |